# John Legend/Diskografie
Diese Diskografie ist eine Übersicht über die musikalischen Werke des US-amerikanischen Pop-, R&B- und Soul-Sängers, Pianisten, Songwriters sowie Schauspielers und Oscarpreisträgers John Legend. Den Quellenangaben und Schallplattenauszeichnungen zufolge hat er bisher mehr als 75,4 Millionen Tonträger verkauft, davon alleine in seiner Heimat über 50 Millionen. Seine erfolgreichste Veröffentlichung ist die Single All of Me mit über 24,6 Millionen verkauften Einheiten. Diese avancierte alleine in Deutschland zum Millionenseller, womit sie zu einer der meistverkauften Singles des Landes der 2010er-Jahre zählt.

## Alben

### Studioalben
| Jahr | Titel Musiklabel                                 | Höchstplatzierung, Gesamtwochen, AuszeichnungChartplatzierungen (Jahr, Titel, Musiklabel, Platzierungen, Wochen, Auszeichnungen, Anmerkungen) | Höchstplatzierung, Gesamtwochen, AuszeichnungChartplatzierungen (Jahr, Titel, Musiklabel, Platzierungen, Wochen, Auszeichnungen, Anmerkungen) | Höchstplatzierung, Gesamtwochen, AuszeichnungChartplatzierungen (Jahr, Titel, Musiklabel, Platzierungen, Wochen, Auszeichnungen, Anmerkungen) | Höchstplatzierung, Gesamtwochen, AuszeichnungChartplatzierungen (Jahr, Titel, Musiklabel, Platzierungen, Wochen, Auszeichnungen, Anmerkungen) | Höchstplatzierung, Gesamtwochen, AuszeichnungChartplatzierungen (Jahr, Titel, Musiklabel, Platzierungen, Wochen, Auszeichnungen, Anmerkungen) | Anmerkungen                                                   |
| Jahr | Titel Musiklabel                                 | DE | AT | CH | UK | US | Anmerkungen                                                   |
| ---- | ------------------------------------------------ | --- | --- | --- | --- | --- | ------------------------------------------------------------- |
| 2004 | Get Lifted Getting Out Our Dreams (Sony BMG)     | — | — | CH65 (2 Wo.)CH | UK12 Platin · (50 Wo.)UK | US4 ×2Doppelplatin · (65 Wo.)US | Erstveröffentlichung: 28. Dezember 2004 Verkäufe: + 2.440.000 |
| 2006 | Once Again Getting Out Our Dreams (Sony BMG)     | DE33 (7 Wo.)DE | AT74 (1 Wo.)AT | CH12 (5 Wo.)CH | UK10 Silber · (8 Wo.)UK | US3 Platin · (39 Wo.)US | Erstveröffentlichung: 24. Oktober 2006 Verkäufe: + 1.227.500  |
| 2008 | Evolver Getting Out Our Dreams (Sony BMG)        | DE86 (1 Wo.)DE | — | CH36 (4 Wo.)CH | UK21 Silber · (3 Wo.)UK | US4 Platin · (31 Wo.)US | Erstveröffentlichung: 28. Oktober 2008 Verkäufe: + 1.090.000  |
| 2013 | Love in the Future Getting Out Our Dreams (Sony) | DE47 (2 Wo.)DE | AT67 (4 Wo.)AT | CH16 (29 Wo.)CH | UK2 Platin · (67 Wo.)UK | US4 ×2Doppelplatin · (91 Wo.)US | Erstveröffentlichung: 30. August 2013 Verkäufe: + 2.570.000   |
| 2016 | Darkness and Light Columbia Records (Sony)       | — | — | CH32 (9 Wo.)CH | UK35 (5 Wo.)UK | US14 (15 Wo.)US | Erstveröffentlichung: 2. Dezember 2016 Verkäufe: + 47.500     |
| 2020 | Bigger Love Columbia Records (Sony)              | — | — | CH30 (2 Wo.)CH | UK63 (1 Wo.)UK | US19 (2 Wo.)US | Erstveröffentlichung: 19. Juni 2020                           |
| 2022 | Legend Republic Records (UMG)                    | — | — | CH39 (1 Wo.)CH | — | US59 (1 Wo.)US | Erstveröffentlichung: 9. September 2022                       |

### Gemeinschaftsalben
| Jahr | Titel Musiklabel                 | Höchstplatzierung, Gesamtwochen, AuszeichnungChartplatzierungen (Jahr, Titel, Musiklabel, Platzierungen, Wochen, Auszeichnungen, Anmerkungen) | Höchstplatzierung, Gesamtwochen, AuszeichnungChartplatzierungen (Jahr, Titel, Musiklabel, Platzierungen, Wochen, Auszeichnungen, Anmerkungen) | Höchstplatzierung, Gesamtwochen, AuszeichnungChartplatzierungen (Jahr, Titel, Musiklabel, Platzierungen, Wochen, Auszeichnungen, Anmerkungen) | Höchstplatzierung, Gesamtwochen, AuszeichnungChartplatzierungen (Jahr, Titel, Musiklabel, Platzierungen, Wochen, Auszeichnungen, Anmerkungen) | Höchstplatzierung, Gesamtwochen, AuszeichnungChartplatzierungen (Jahr, Titel, Musiklabel, Platzierungen, Wochen, Auszeichnungen, Anmerkungen) | Anmerkungen                                            |
| Jahr | Titel Musiklabel                 | DE | AT | CH | UK | US | Anmerkungen                                            |
| ---- | -------------------------------- | --- | --- | --- | --- | --- | ------------------------------------------------------ |
| 2010 | Wake Up! Columbia Records (Sony) | DE69 (1 Wo.)DE | — | CH15 (5 Wo.)CH | UK26 (2 Wo.)UK | US8 (14 Wo.)US | Erstveröffentlichung: 21. September 2010 mit The Roots |

### Livealben
| Jahr | Titel Musiklabel                                                      | Höchstplatzierung, Gesamtwochen, AuszeichnungChartplatzierungen (Jahr, Titel, Musiklabel, Platzierungen, Wochen, Auszeichnungen, Anmerkungen) | Höchstplatzierung, Gesamtwochen, AuszeichnungChartplatzierungen (Jahr, Titel, Musiklabel, Platzierungen, Wochen, Auszeichnungen, Anmerkungen) | Höchstplatzierung, Gesamtwochen, AuszeichnungChartplatzierungen (Jahr, Titel, Musiklabel, Platzierungen, Wochen, Auszeichnungen, Anmerkungen) | Höchstplatzierung, Gesamtwochen, AuszeichnungChartplatzierungen (Jahr, Titel, Musiklabel, Platzierungen, Wochen, Auszeichnungen, Anmerkungen) | Höchstplatzierung, Gesamtwochen, AuszeichnungChartplatzierungen (Jahr, Titel, Musiklabel, Platzierungen, Wochen, Auszeichnungen, Anmerkungen) | Anmerkungen                           |
| Jahr | Titel Musiklabel                                                      | DE | AT | CH | UK | US | Anmerkungen                           |
| ---- | --------------------------------------------------------------------- | --- | --- | --- | --- | --- | ------------------------------------- |
| 2008 | John Legend: Live from Philadelphia Getting Out Our Dreams (Sony BMG) | — | — | — | — | US7 (12 Wo.)US | Erstveröffentlichung: 15. Januar 2008 |

Weitere Livealben
- 2001: Live at Jimmy’s Uptown
- 2003: Live at SOB’s New York City
- 2004: Solo Sessions Vol. 1: Live at the Knitting Factory (mit Imani Uzuri)

### EPs
- 2005: Connect Sets
- 2006: Sounds of the Season
- 2011: iTunes Live from SoHo (mit The Roots)

### Weihnachtsalben
| Jahr | Titel                                         | Höchstplatzierung, Gesamtwochen, AuszeichnungChartplatzierungen (Jahr, Titel, Platzierungen, Wochen, Auszeichnungen, Anmerkungen) | Höchstplatzierung, Gesamtwochen, AuszeichnungChartplatzierungen (Jahr, Titel, Platzierungen, Wochen, Auszeichnungen, Anmerkungen) | Höchstplatzierung, Gesamtwochen, AuszeichnungChartplatzierungen (Jahr, Titel, Platzierungen, Wochen, Auszeichnungen, Anmerkungen) | Höchstplatzierung, Gesamtwochen, AuszeichnungChartplatzierungen (Jahr, Titel, Platzierungen, Wochen, Auszeichnungen, Anmerkungen) | Höchstplatzierung, Gesamtwochen, AuszeichnungChartplatzierungen (Jahr, Titel, Platzierungen, Wochen, Auszeichnungen, Anmerkungen) | Anmerkungen                                                |
| Jahr | Titel                                         | DE | AT | CH | UK | US | Anmerkungen                                                |
| ---- | --------------------------------------------- | --- | --- | --- | --- | --- | ---------------------------------------------------------- |
| 2018 | A Legendary Christmas Columbia Records (Sony) | — | — | — | — | US22 Gold · (34 Wo.)US | Erstveröffentlichung: 26. Oktober 2018 Verkäufe: + 500.000 |

## Singles

### Als Leadmusiker
| Jahr | Titel Album                                           | Höchstplatzierung, Gesamtwochen, AuszeichnungChartplatzierungen (Jahr, Titel, Album, Platzierungen, Wochen, Auszeichnungen, Anmerkungen) | Höchstplatzierung, Gesamtwochen, AuszeichnungChartplatzierungen (Jahr, Titel, Album, Platzierungen, Wochen, Auszeichnungen, Anmerkungen) | Höchstplatzierung, Gesamtwochen, AuszeichnungChartplatzierungen (Jahr, Titel, Album, Platzierungen, Wochen, Auszeichnungen, Anmerkungen) | Höchstplatzierung, Gesamtwochen, AuszeichnungChartplatzierungen (Jahr, Titel, Album, Platzierungen, Wochen, Auszeichnungen, Anmerkungen) | Höchstplatzierung, Gesamtwochen, AuszeichnungChartplatzierungen (Jahr, Titel, Album, Platzierungen, Wochen, Auszeichnungen, Anmerkungen) | Anmerkungen                                                                                            |
| Jahr | Titel Album                                           | DE | AT | CH | UK | US | Anmerkungen                                                                                            |
| ---- | ----------------------------------------------------- | --- | --- | --- | --- | --- | --- |
| 2004 | Used to Love U Get Lifted                             | — | — | — | UK29 (6 Wo.)UK | US74 (13 Wo.)US | Erstveröffentlichung: 31. August 2004                                                                  |
| 2005 | Ordinary People Get Lifted                            | — | — | — | UK4 Platin · (25 Wo.)UK | US24 ×2Doppelplatin · (20 Wo.)US | Erstveröffentlichung: 7. Februar 2005 Verkäufe: + 2.745.000                                            |
| 2005 | Number One Get Lifted                                 | DE80* (3 Wo.)DE | — | — | UK62 (2 Wo.)UK | — | Erstveröffentlichung: 23. August 2005 feat. Kanye West / *Max Herre                                    |
| 2005 | So High Get Lifted                                    | — | — | — | — | — | Erstveröffentlichung: 23. August 2005 feat. Lauryn Hill                                                |
| 2006 | Save Room Once Again                                  | DE78 (3 Wo.)DE | — | — | — | US61 Gold · (6 Wo.)US | Erstveröffentlichung: 8. August 2006 Verkäufe: + 500.000                                               |
| 2007 | Heaven Once Again                                     | — | — | — | — | — | Erstveröffentlichung: 6. Februar 2007                                                                  |
| 2007 | P.D.A. (We Just Don’t Care) Once Again                | — | — | — | — | — | Erstveröffentlichung: 26. Februar 2007                                                                 |
| 2008 | Green Light Evolver                                   | DE52 (5 Wo.)DE | — | CH81 (2 Wo.)CH | UK35 (9 Wo.)UK | US24 ×2Doppelplatin · (26 Wo.)US | Erstveröffentlichung: 29. Juli 2008 Verkäufe: + 2.000.000; feat. André 3000                            |
| 2009 | No Other Love Evolver                                 | — | — | — | — | — | Erstveröffentlichung: 3. Juli 2009 feat. Estelle                                                       |
| 2010 | Wake Up Everybody Wake Up!                            | — | — | CH62 (2 Wo.)CH | — | — | Erstveröffentlichung: 2. August 2010 mit The Roots feat. Common & Melanie Fiona                        |
| 2012 | Tonight (Best You Ever Had) Denk wie ein Mann (O.S.T) | — | — | — | — | US79 ×2Doppelplatin · (12 Wo.)US | Erstveröffentlichung: 31. Januar 2012 Verkäufe: + 2.065.000; feat. Ludacris                            |
| 2013 | All of Me Love in the Future                          | DE13 Diamant · (95 Wo.)DE | AT4 Gold · (56 Wo.)AT | CH1 ×2Doppelplatin · (97 Wo.)CH | UK2 ×7Siebenfachplatin · (94 Wo.)UK | US1 ×4Diamant + Vierfachplatin · (59 Wo.)US                                                                                              | Erstveröffentlichung: 6. August 2013 Verkäufe: + 24.644.100                                            |
| 2013 | Made to Love Love in the Future                       | — | — | — | — | — | Erstveröffentlichung: 20. August 2013                                                                  |
| 2014 | You & I (Nobody in the World) Love in the Future      | — | — | — | — | US66 Platin · (2 Wo.)US | Erstveröffentlichung: 29. April 2014 Verkäufe: + 1.045.000                                             |
| 2014 | Glory Selma (O.S.T.)                                  | — | AT47 (1 Wo.)AT | CH38 (1 Wo.)CH | UK62 (1 Wo.)UK | US49 (3 Wo.)US | Erstveröffentlichung: 11. Dezember 2014 mit Common                                                     |
| 2016 | Love Me Now Darkness and Light                        | DE28 Gold · (14 Wo.)DE | AT39 (11 Wo.)AT | CH14 Gold · (23 Wo.)CH | UK17 Platin · (21 Wo.)UK | US23 ×2Doppelplatin · (19 Wo.)US | Erstveröffentlichung: 7. Oktober 2016 Verkäufe: + 3.621.666                                            |
| 2016 | Penthouse Floor Darkness and Light                    | — | — | — | — | — | Erstveröffentlichung: 16. November 2016 feat. Chance the Rapper                                        |
| 2017 | Beauty and the Beast Beauty and the Beast (O.S.T.)    | — | — | — | UK52 Silber · (4 Wo.)UK | US87 Platin · (1 Wo.)US | Erstveröffentlichung: 3. Februar 2017 Verkäufe: + 1.450.000; mit Ariana Grande                         |
| 2017 | In America –                                          | — | — | — | — | — | Erstveröffentlichung: 22. März 2017                                                                    |
| 2017 | Surefire Darkness and Light                           | — | — | — | — | — | Erstveröffentlichung: 23. Juni 2017                                                                    |
| 2018 | A Good Night –                                        | — | — | — | — | — | Erstveröffentlichung: 6. April 2018 feat. BloodPop                                                     |
| 2019 | Preach –                                              | — | — | — | — | — | Erstveröffentlichung: 15. Februar 2019                                                                 |
| 2019 | We Need Love –                                        | — | — | — | — | — | Erstveröffentlichung: 28. Mai 2019                                                                     |
| 2019 | Happy Xmas (War Is Over) A Legendary Christmas        | — | — | — | UK9 (3 Wo.)UK | US69 Gold · (1 Wo.)US | Erstveröffentlichung: 21. November 2019 Verkäufe: + 500.000                                            |
| 2020 | Conversations in the Dark Bigger Love                 | — | — | — | — | US86 Gold · (1 Wo.)US | Erstveröffentlichung: 10. Januar 2020 Verkäufe: + 565.000                                              |
| 2020 | Actions Bigger Love                                   | — | — | — | — | — | Erstveröffentlichung: 20. März 2020                                                                    |
| 2020 | Bigger Love                                           | — | — | — | — | — | Erstveröffentlichung: 17. April 2020                                                                   |
| 2020 | Wild Bigger Love                                      | — | — | — | — | US— GoldUS | Erstveröffentlichung: 18. September 2020 Verkäufe: + 500.000; feat. Gary Clark Jr.; Remix feat. Meduza |
| 2021 | In My Mind –                                          | — | — | — | — | — | Erstveröffentlichung: 30. Juli 2021 Verkäufe: + 165.000; mit Alok                                      |
| 2022 | Tomorrow –                                            | — | — | — | — | — | Erstveröffentlichung: 4. Februar 2022 mit Florian Picasso & Nas                                        |

### Als Gastmusiker
| Jahr | Titel Album                                         | Höchstplatzierung, Gesamtwochen, AuszeichnungChartplatzierungen (Jahr, Titel, Album, Platzierungen, Wochen, Auszeichnungen, Anmerkungen) | Höchstplatzierung, Gesamtwochen, AuszeichnungChartplatzierungen (Jahr, Titel, Album, Platzierungen, Wochen, Auszeichnungen, Anmerkungen) | Höchstplatzierung, Gesamtwochen, AuszeichnungChartplatzierungen (Jahr, Titel, Album, Platzierungen, Wochen, Auszeichnungen, Anmerkungen) | Höchstplatzierung, Gesamtwochen, AuszeichnungChartplatzierungen (Jahr, Titel, Album, Platzierungen, Wochen, Auszeichnungen, Anmerkungen) | Höchstplatzierung, Gesamtwochen, AuszeichnungChartplatzierungen (Jahr, Titel, Album, Platzierungen, Wochen, Auszeichnungen, Anmerkungen) | Anmerkungen                                                                                           |
| Jahr | Titel Album                                         | DE | AT | CH | UK | US | Anmerkungen                                                                                           |
| --- | --------------------------------------------------- | --- | --- | --- | --- | --- | --- |
| 2004 | Selfish Detroit Deli (A Taste of Detroit)           | — | — | — | — | US55 (17 Wo.)US | Erstveröffentlichung: 4. Mai 2004 Slum Village feat. John Legend & Kanye West                         |
| 2009 | Magnificent Deeper Than Rap                         | — | — | — | — | US62 (11 Wo.)US | Erstveröffentlichung: 24. Februar 2009 Rick Ross feat. John Legend                                    |
| 2009 | Heartbreaker Fist of God                            | — | — | — | UK50 (2 Wo.)UK | — | Erstveröffentlichung: Juli 2009 MSTRKRFT feat. John Legend                                            |
| 2010 | All of the Lights My Beautiful Dark Twisted Fantasy | DE— GoldDE | AT68 (1 Wo.)AT | CH46 (8 Wo.)CH | UK15 ×2Doppelplatin · (26 Wo.)UK | US18 ×7Siebenfachplatin · (25 Wo.)US | Erstveröffentlichung: 25. November 2010 Verkäufe: + 8.780.000; Kanye West feat. Various Artists       |
| 2011 | Getting Nowhere Magnetic Man                        | — | — | — | UK65 (3 Wo.)UK | — | Erstveröffentlichung: 18. Februar 2011 Magnetic Man feat. John Legend                                 |
| 2011 | When Christmas Comes Merry Christmas II You         | — | — | — | — | — | Erstveröffentlichung: 21. November 2011 Mariah Carey feat. John Legend                                |
| 2013 | Dance the Pain Away –                               | — | — | — | — | — | Erstveröffentlichung: 25. Juni 2013 Benny Benassi feat. John Legend                                   |
| 2014 | Don’t Say Goodbye Magic                             | — | — | — | — | — | Erstveröffentlichung: 29. August 2014 Sérgio Mendes feat. John Legend                                 |
| 2015 | One Man Can Change the World Dark Sky Paradise      | — | — | — | — | US82 Platin · (10 Wo.)US | Erstveröffentlichung: 24. Februar 2015 Verkäufe: + 1.000.000; Big Sean feat. Kanye West & John Legend |
| 2015 | Lay Me Down –                                       | — | — | — | UK1 Platin · (9 Wo.)UK | — | Erstveröffentlichung: 9. März 2015 Verkäufe: + 630.000; Sam Smith feat. John Legend                   |
| 2015 | Like I’m Gonna Lose You Title                       | — | — | CH69 (2 Wo.)CH | UK99 Platin · (1 Wo.)UK | US8 ×4Vierfachplatin · (39 Wo.)US | Erstveröffentlichung: 23. Juni 2015 Verkäufe: + 6.435.000; Meghan Trainor feat. John Legend           |
| 2016 | Listen                                              | DE85 (1 Wo.)DE | — | — | — | — | Erstveröffentlichung: 4. März 2016 Verkäufe: + 25.000; David Guetta feat. John Legend                 |
| 2016 | Summer Nights –                                     | — | — | — | UK60 (2 Wo.)UK | — | Erstveröffentlichung: 17. Juni 2016 Tiësto feat. John Legend                                          |
| 2019 | Higher Father of Asahd                              | — | — | — | UK43 (1 Wo.)UK | US21 Gold · (2 Wo.)US | Erstveröffentlichung: 17. Mai 2019 DJ Khaled feat. Nipsey Hussle & John Legend                        |
| 2020 | Last Time I Say Sorry Mixtape Vol. 1                | — | — | — | — | US89 Gold · (2 Wo.)US | Erstveröffentlichung: 27. März 2020 Kane Brown feat. John Legend                                      |
| 2020 | Drown Restoration                                   | — | — | — | — | — | Erstveröffentlichung: 17. Juli 2020 Lecrae feat. John Legend                                          |
| 2020 | Minefields Citizens                                 | — | — | — | — | — | Erstveröffentlichung: 5. November 2020 Verkäufe: + 25.000; Faouzia feat. John Legend                  |
| 2020 | Hallelujah My Gift                                  | — | — | — | — | US54 (3 Wo.)US | Erstveröffentlichung: 13. November 2020 Carrie Underwood feat. Joh nLegend                            |
| Folgende Lieder erschienen nicht als Single, wurden aber durch das Album zum Download und Streaming bereitgestellt und konnten somit eine Platzierung erlangen: |                                                     | | | | | | |
| |                                                     | | | | | | |
| 2011 | So Special Tha Carter IV                            | — | — | — | — | US95 (1 Wo.)US | Erstveröffentlichung: September 2011 Lil Wayne feat. John Legend                                      |
| 2019 | All Day Long The Big Day                            | — | — | — | — | US94 (1 Wo.)US | Charteinstieg: 10. August 2019 Chance the Rapper feat. John Legend                                    |
| 2022 | God Did                                             | — | — | — | UK50 (2 Wo.)UK | US17 (3 Wo.)US | Charteinstieg: 10. September 2022 DJ Khaled feat. Rick Ross, Lil Wayne, Jay-Z, John Legend & Friday   |
| 2022 | On Time Heroes & Villains                           | — | — | — | — | US48 (2 Wo.)US | Charteinstieg: 17. Dezember 2022 Verkäufe: + 40.000; Metro Boomin feat. John Legend                   |
| 2025 | The Birds Don’t Sing Let God Sort Em Out            | — | — | — | — | US92 (1 Wo.)US | Clipse feat. John Legend & Voices of Fire                                                             |

## Videoalben
- 2005: Live at the House of Blues
- 2008: Live from Philadelphia

## Promoveröffentlichungen
Promo-Singles
- 2006: Grammy Family (DJ Khaled feat. Kanye West, Consequence & John Legend)
- 2007: Another Again
- 2008: Everybody Knows
- 2008: Finally (Fergie feat. John Legend)
- 2009: This Time
- 2010: Hard Times (mit The Roots feat. Black Thought)
- 2010: Move on Up (Angélique Kidjo feat. John Legend)
- 2010: Fall in Love (Estelle feat. John Legend & Nas)
- 2013: Who Do We Think We Are (feat. Rick Ross)

## Sonderveröffentlichungen
Gastbeiträge
- 2008: Stay with Me (By the Sea) (Al Green feat. John Legend)
- 2010: Don’t Give Up (Herbie Hancock feat. John Legend & P!nk)

## Statistik

### Chartauswertung
|                     | DE    | AT    | CH    | UK    | US     |
| ------------------- | ----- | ----- | ----- | ----- | ------ |
| Nummer-eins-Alben   | DE—DE | AT—AT | CH—CH | UK—UK | US—US  |
| Top-10-Alben        | DE—DE | AT—AT | CH—CH | UK2UK | US6US  |
| Alben in den Charts | DE4DE | AT2AT | CH8CH | UK7UK | US10US |

|                       | DE    | AT    | CH    | UK     | US     |
| --------------------- | ----- | ----- | ----- | ------ | ------ |
| Nummer-eins-Singles   | DE—DE | AT—AT | CH1CH | UK1UK  | US1US  |
| Top-10-Singles        | DE—DE | AT1AT | CH1CH | UK4UK  | US2US  |
| Singles in den Charts | DE6DE | AT4AT | CH7CH | UK17UK | US24US |

### Auszeichnungen für Musikverkäufe
| Land/RegionAuszeichnungen für Musikverkäufe (Land/Region, Auszeichnungen, Verkäufe, Quellen) | Silber     | Gold       | Platin         | Diamant     | Verkäufe   | Quellen                     |
| -------------------------------------------------------------------------------------------- | ---------- | ---------- | -------------- | ----------- | ---------- | --------------------------- |
| Australien (ARIA)                                                                            | —          | 4× Gold4   | 34× Platin34   | —           | 2.520.000  | aria.com.au                 |
| Belgien (BRMA)                                                                               | —          | 2× Gold2   | Platin1        | —           | 60.000     | ultratop.be                 |
| Brasilien (PMB)                                                                              | —          | Gold1      | 5× Platin5     | Diamant1    | 560.000    | pro-musicabr.org.br         |
| Dänemark (IFPI)                                                                              | —          | 3× Gold3   | 14× Platin14   | —           | 890.000    | ifpi.dk                     |
| Deutschland (BVMI)                                                                           | —          | 3× Gold3   | —              | Diamant1    | 2.000.000  | musikindustrie.de           |
| Frankreich (SNEP)                                                                            | —          | 2× Gold2   | —              | —           | 175.766    | infodisc.fr snepmusique.com |
| Irland (IRMA)                                                                                | —          | 2× Gold2   | —              | —           | 15.000     | irishcharts.ie              |
| Italien (FIMI)                                                                               | —          | 4× Gold4   | 10× Platin10   | —           | 615.000    | fimi.it                     |
| Japan (RIAJ)                                                                                 | —          | 2× Gold2   | —              | —           | 100.000    | riaj.or.jp JP2              |
| Kanada (MC)                                                                                  | —          | 5× Gold5   | 13× Platin13   | —           | 1.320.000  | musiccanada.com             |
| Mexiko (AMPROFON)                                                                            | —          | 5× Gold5   | 5× Platin5     | 2× Diamant2 | 1.020.000  | amprofon.com.mx             |
| Neuseeland (RMNZ)                                                                            | —          | 3× Gold3   | 21× Platin21   | —           | 622.500    | radioscope.co.nz NZ2        |
| Niederlande (NVPI)                                                                           | —          | 2× Gold2   | 4× Platin4     | —           | 250.000    | nvpi.nl                     |
| Norwegen (IFPI)                                                                              | —          | —          | Platin1        | —           | 10.000     | ifpi.no                     |
| Österreich (IFPI)                                                                            | —          | Gold1      | —              | —           | 15.000     | ifpi.at                     |
| Polen (ZPAV)                                                                                 | —          | Gold1      | 3× Platin3     | —           | 85.000     | olis.pl                     |
| Portugal (AFP)                                                                               | —          | Gold1      | 4× Platin4     | —           | 45.000     | Einzelnachweise             |
| Schweden (IFPI)                                                                              | —          | 2× Gold2   | 12× Platin12   | —           | 620.000    | sverigetopplistan.se        |
| Schweiz (IFPI)                                                                               | —          | Gold1      | 2× Platin2     | —           | 75.000     | hitparade.ch                |
| Spanien (Promusicae)                                                                         | —          | 2× Gold2   | 8× Platin8     | —           | 420.000    | elportaldemusica.es         |
| Vereinigte Staaten (RIAA)                                                                    | —          | 10× Gold10 | 39× Platin39   | Diamant1    | 53.000.000 | riaa.com                    |
| Vereinigtes Königreich (BPI)                                                                 | 2× Silber2 | Gold1      | 19× Platin19   | —           | 11.160.000 | bpi.co.uk                   |
| Insgesamt                                                                                    | 2× Silber2 | 57× Gold57 | 195× Platin195 | 5× Diamant5 |            |                             |